# باتوب
باتوب (به لاتین: Batob) یک منطقهٔ مسکونی در افغانستان است که در ولایت بغلان واقع شده‌است.